# War Industries Board

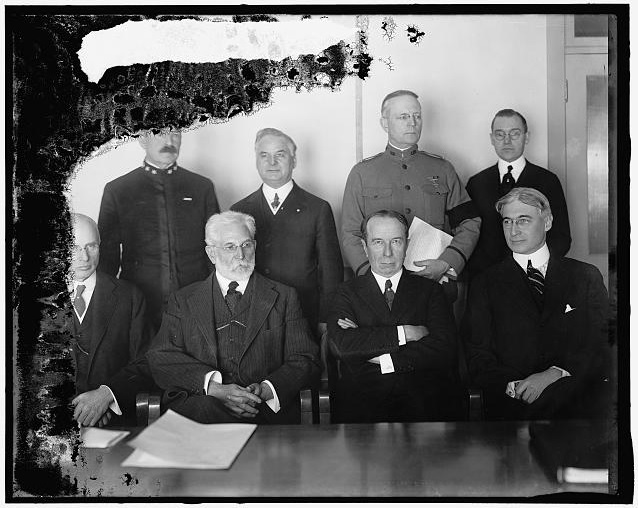
I membri del War Industries Board nel 1917

Il War Industries Board (WIB) fu un'agenzia governativa degli Stati Uniti, creata dal Council of National Defense il 28 luglio 1917 a Washington, con il mandato di coordinare gli acquisti di materiale bellico fra il Dipartimento della Marina e il Dipartimento della Guerra (chiamato anche Dipartimento dell'Esercito), durante la prima guerra mondiale.
Essa nacque dalla riorganizzazione e dal rafforzamento dei poteri di un precedente General Munitions Board, che ebbe un'esistenza molto breve, ma non altrettanto rilevante come quella del WIB. Quest'ultimo, a sua volta, anticipò la nascita della National Recovery Administration durante il New Deal di Roosevelt, quale esempio di cooperazione pubblico-privato e di pianificazione economico-militare centralizzata. In seconda istanza, il WIB fu il precursoree di ciò che a partire dal 1947 sarebbe stato il Pentagono, vale a dire uno strumento di cooperazione interno alle due principali Forze Armate statunitensi (in tema di appalti).

## Storia
La legge istitutiva del Council of National Defense fu varata un anno prima, nell'agosto del 1916.

Il Consiglio delle Industrie Belliche fu inizialmente presieduto da Frank A. Scott, ex capo del General Munitions Board. A novembre del '17, gli succedette Daniel Willard, presidente della Baltimora e Ohio Railroad. A gennaio del 1918, il consiglio fu riorganizzato sotto la guida del finanziere Bernard M. Baruch. Finita la guerra il 1º novembre 1918, la struttura fu sciolta il 1º gennaio successivo dall'ordine esecutivo firmato dal presidente Wilson, che nel 1913 aveva istituito la Federal Reserve.
L'organizzazione incoraggiò le aziende aderenti ad implementare la produzione di massa e la standardizzazione di prodotto e dei processi produttivi, per aumentare l'efficienza ed eliminare gli sprechi. 

Il consiglio operò come un cartello economico, che contingentò le quote di produzione, assegnando le materie prime e governando il marcato del lavoro nei settori sui quali insisteva. L'amministrazione di prezzi controllati non si rese necessaria, beneficiando della creazione di un monopolio legale, il cui cliente era lo Stato stesso. Inoltre, il cartello introdusse la pratica dei test psicologici come strumento di selezione del personale, ma anche come strumento per controllare il mercato del lavoro nei relativi settori di competenza e arbitrare l'incontro fra domanda e offerta, indirizzando le persone a determinate posizioni occupazionali.
L'economia di guerra innescata dal conflitto mondiale, provocò un aumento della domanda interna, una spinta inflattiva sia nelle mercato delle merci che in quello occupazionale. Il governo delegò al Board il compito di negoziare i prezzi e di gestire gli scioperi, annullati dal WIB tramite una politica di aumenti salariali, che evitò il blocco degli approvvigionamenti bellici in Europa.

Le tecniche produttive e la politica salariale del War Industries Board permisero una crescita della produzione industriale statunitense pari al 20%, durante l'ultimo e decisivo anno della Prima Guerra Mondiale. Malgrado i profitti delle industrie private fossero stati ingenti, il debito pubblico salì ad una stima di 25.5 miliardi di dollari, dei quali circa 17 finanziati con moneta di Stato (i Liberty bond).
Nel 1934, durante le audizioni del Comitato Nye emersero gli interessi di quanti avevano tratto profitto dalla guerra, rimasti agli Atti del Congresso degli Stati Uniti d'America.